# DJ Hum
DJ Hum, nome artístico de Humberto Martins Arruda, (São Paulo, 9 de julho de 1967) é um produtor musical, DJ e rapper brasileiro.
Tendo iniciado sua carreira em 1985, Hum é considerado por muitos como um dos pioneiros do rap no Brasil, juntamente com seu antigo parceiro Thaíde. Em 1986, surgiu a parceria com o rapper Thaíde, formando assim a dupla Thaíde & DJ Hum.
DJ Hum também é o fundador do grupo de rap Motirô, junto com o rapper Lino Crizz, que em 2005 gravou a canção "Senhorita" que se tornou um grande sucesso no país.

## História
O primeiro contato do adolescente Humberto Martins com a música foi tocar pandeiro em batucadas com os amigos de Ferraz de Vasconcelos. Aos poucos, começou a promover bailes com sua coleção de discos e pegando emprestando alguns dos convidados. Nessa época, Humberto se tornou Hum e foi tomando gosto pela música negra americana, em especial o funk e o soul, sem deixar de lado o interesse por Jorge Ben.
Em 1999, fez a sua primeira viagem para a Europa e tocou no festival de música "Midem" em Cannes, na França, no evento Brazil, New Generation onde o mix de hip-hop e música brasileira foi a sensação para um público de 3000 pessoas. Nesse evento tocaram também Chico César, Paulinho Moska, Zeca Baleiro, Verônica Sabino e André Abujamra.
DJ Hum faz remixes para artistas brasileiros como Paula Lima, Negritude Junior e artistas de hip-hop, é produtor de discos de breakbeats, hip-hop e R&B, tendo participado de vários álbuns de artistas dos mais diferentes estilos e gêneros musicais, como Chico César, Comunidade Ninjtsu, Ira!, Fernanda Abreu, Rita Ribeiro e artistas de funk, entre outros.
Entre os anos 2002 e 2004, foi consultor e produtor musical na TV Record, atuando no programa Turma do Gueto.
Em 2018, lançou seu primeiro álbum solo, DJ Hum e o Expresso do Groove.
Atualmente Hum apresenta um programa de rádio aos sábados na 105 FM São Paulo.

## Discografia
- (1988) Hip Hop Cultura de Rua (coletânea)
- (1989) Pergunte a Quem Conhece
- (1990) Hip Hop na Veia
- (1992) Humildade e Coragem são as Nossas Armas para Lutar
- (1996) Preste Atenção
- (2001) Assim Caminha a Humanidade

## Prêmios
| Ano  | Prêmio       | Categoria              | Ref   |
| ---- | ------------ | ---------------------- | ----- |
| 2000 | Prêmio Hutúz | Melhor DJ de Grupo     | [ 3 ] |
| 2009 | Prêmio Hutúz | Melhores DJs da década | [ 4 ] |